# Конопатин, Василий Яковлевич
Конопа́тин Васи́лий Я́ковлевич (род. 3 апреля 1949, Пенза, РСФСР, СССР) — актёр.
Заслуженный артист Российской Федерации (2001).

## Биография
Василий Яковлевич Конопатин родился 3 апреля 1949 года в Пензе. В 1966 году окончил школу в г. Заречном, поступил работать на Пензенский приборостроительный завод в качестве монтажника радиоаппаратуры. В 1971 году Василий Яковлевич уехал в Ленинград, поступать на режиссёрский факультет Ленинградского государственного института культуры им. Н. Н. Крупской. Его преподавателями были В. Я. Венгеров и В. И. Трегубович.
После окончания института уехал обратно в Пензу и начал преподавать режиссуру и актёрское мастерство в Пензенском драматическом театре им. А. В. Луначарского. В этом театре он работает более 30 лет и сыграл более 100 ролей.